# Lou Correa

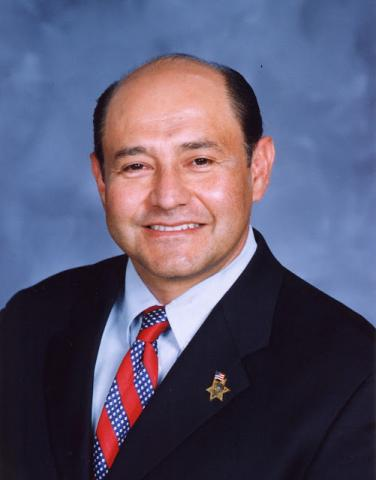
Lou Correa (2006)

Jose Luis „Lou“ Correa (* 24. Januar 1958 in Anaheim, Kalifornien) ist ein US-amerikanischer Politiker. Seit dem 3. Januar 2017 vertritt er den 46. Bezirk des Bundesstaats Kalifornien im US-Repräsentantenhaus.

## Werdegang
Lou Correa studierte an der University of California in Los Angeles unter anderem Jura. Er hat später aber nicht als Jurist gearbeitet. Außerdem belegte er das Fach Wirtschaft an der California State University. Danach arbeitete er als Immobilienmakler und Investmentbanker. Anschließend wurde er Lehrer im Rancho Santiago Community College District. In seiner Heimat ist er Mitglied zahlreicher Organisationen und Vereinigungen.
Politisch schloss er sich der Demokratischen Partei an. Zwischen 1998 und 2004 saß er in der California State Assembly; von 2004 bis 2006 gehörte er dem Staatssenat an. Dazwischen war er in den Jahren 2004 bis 2006 Mitglied im Bezirksrat des Orange County. Bei den Kongresswahlen des Jahres 2016 wurde Correa im 46. Wahlbezirk von Kalifornien gegen seinen Parteikollegen Bao Nguyen in das US-Repräsentantenhaus in Washington, D.C. gewählt, wo er am 3. Januar 2017 die Nachfolge von Loretta Sanchez antrat, die 2016 erfolglos für den Senat der Vereinigten Staaten kandidierte.
Lou Correa wurde 2018 (69,2 %), 2020 (68,8 %), 2022 (61,8 %) und 2024 (63,4 %) wiedergewählt.